# ルイス・デ・フレイタス・ブランコ

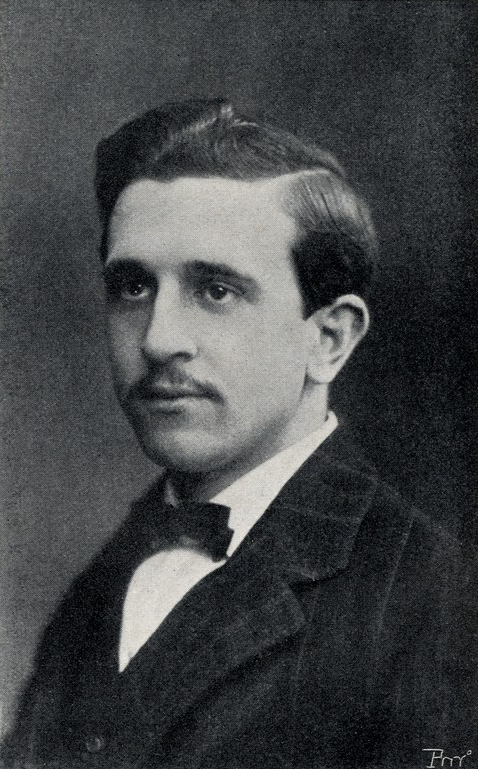
ルイス・マリア・ダ・コスタ・デ・フレイタス・ブランコ

ルイス・マリア・ダ・コスタ・デ・フレイタス・ブランコ（Luís Maria da Costa de Freitas Branco , 1890年10月12日 - 1955年11月27日）はポルトガルの作曲家、音楽学者。
リスボン出身。幼い頃よりピアノとヴァイオリンを学んだ。1910年にベルリンに留学しエンゲルベルト・フンパーディンクに作曲を学び、さらにパリでクロード・ドビュッシーに師事した。1916年よりリスボン音楽院の作曲科の教授を務め、生徒にはジョリー・ブラガ＝サントスなどがいる。指揮者のペドロ・デ・フレイタス・ブランコは弟である。
音楽学者として、ポルトガルのバロック音楽を研究し、ジョアン4世の作品に関する著書がある。

## 作品
- 交響曲第1番（1924）
- 交響曲第2番（1926）
- 交響曲第3番（1944）
- 交響曲第4番（1952）
- ヴァイオリン協奏曲（1916）

## 文献
- Madrigais Camonianos. Three series with total 28 madrigals on texts by Luís de Camões. Coro Gulbenkian, dir. Fernando Eldoro. PortugalSom PS 5010, 2008.